# Adolf Lorentz Ridderborg
Adolf Lorentz Ridderborg, född 1688, död 26 oktober 1746, var en svensk militär.
Adolf Lorentz Ridderborg var son till Jakob Ridderborg och Anna Laurin. Han var mönsterskrivare vid Upplands tremänningskavalleriregemente, korpral där 1704 och kornett där 1706. Ridderborg följde Karl XII till Bender, blev löjtnant vid Benderska dragonregementet 1712, sekundryttmästare vid Smålands kavalleriregemente 1714, premiärryttmästare där 1715 och major 1717. Han blev generaladjutant 1720, åter major vid Smålands kavalleriregemente 1730 och överstelöjtnant där 1732. Ridderborg var överste och chef för Smålands kavalleriregemente 1743–1746. Han ägde Viggeby i Skönberga socken med flera gods.